# دلبر آمریکا
دلبر آمریکا (به انگلیسی: Mistress America) یک فیلم کمدی آمریکایی به کارگردانی نوآ بامباک و نویسندگی گرتا گرویگ و بامباک است. در این فیلم بازیگرانی همچون گرتا گرویگ، لولا کریک، هدر لیند و کاترین اربه ایفای نقش می‌کنند. دلبر آمریکا توسط فاکس سرچلایت پیکچرز در ۱۴ اوت ۲۰۱۵ در ایالات متحده به نمایش درآمد.